# São João da Mata
São João da Mata este un oraș în Minas Gerais (MG), Brazilia.